# جون إس. هال
جون إس. هال (بالإنجليزية: John S. Hall)‏ هو مغني ومحامي أمريكي، ولد في 2 سبتمبر 1960 في بروكلين في الولايات المتحدة.

## وصلات خارجية
- جون إس. هال على موقع ميوزك برينز (الإنجليزية)
- جون إس. هال على موقع ديسكوغز (الإنجليزية)